# 櫻丘町 (澀谷區)
櫻丘町（日语：／ Sakuragaokachō */?）是東京都澀谷區的一個町。町內有日本經濟大學東京澀谷校區。

## 地理
櫻丘町位於澀谷站南側。過去為住宅區，1980年代開始興建了許多高級公寓和寫字樓，逐漸開始商業化。
從澀谷站穿過人行天橋後，有一條種植櫻花樹、名為「櫻花通」的坂道，每年賞櫻季節吸引許多行人目光。
此外，町內有澀谷Infoss Tower（渋谷インフォスタワー）與Cerulean Tower（セルリアンタワー），是澀谷新興IT據點。

## 設施

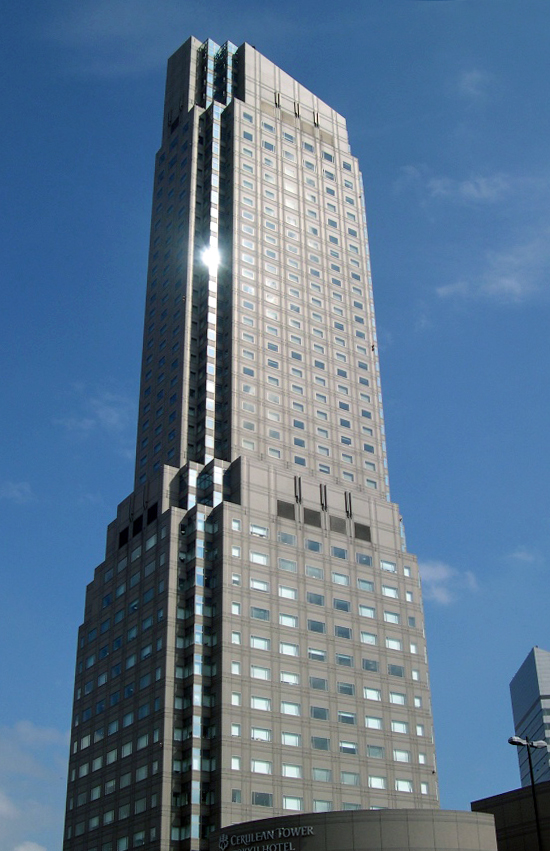
Cerulean Tower
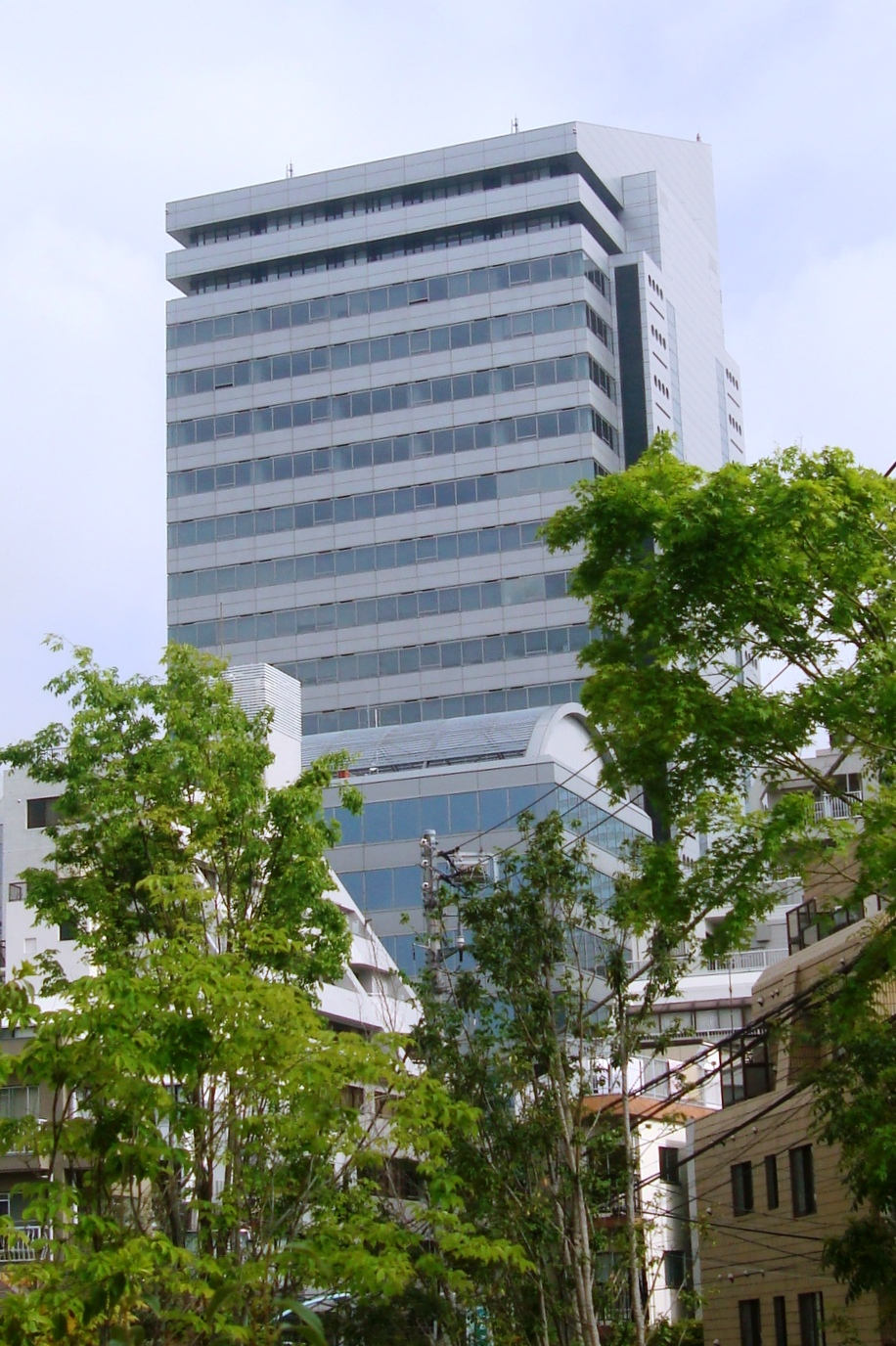
澀谷Infoss Tower
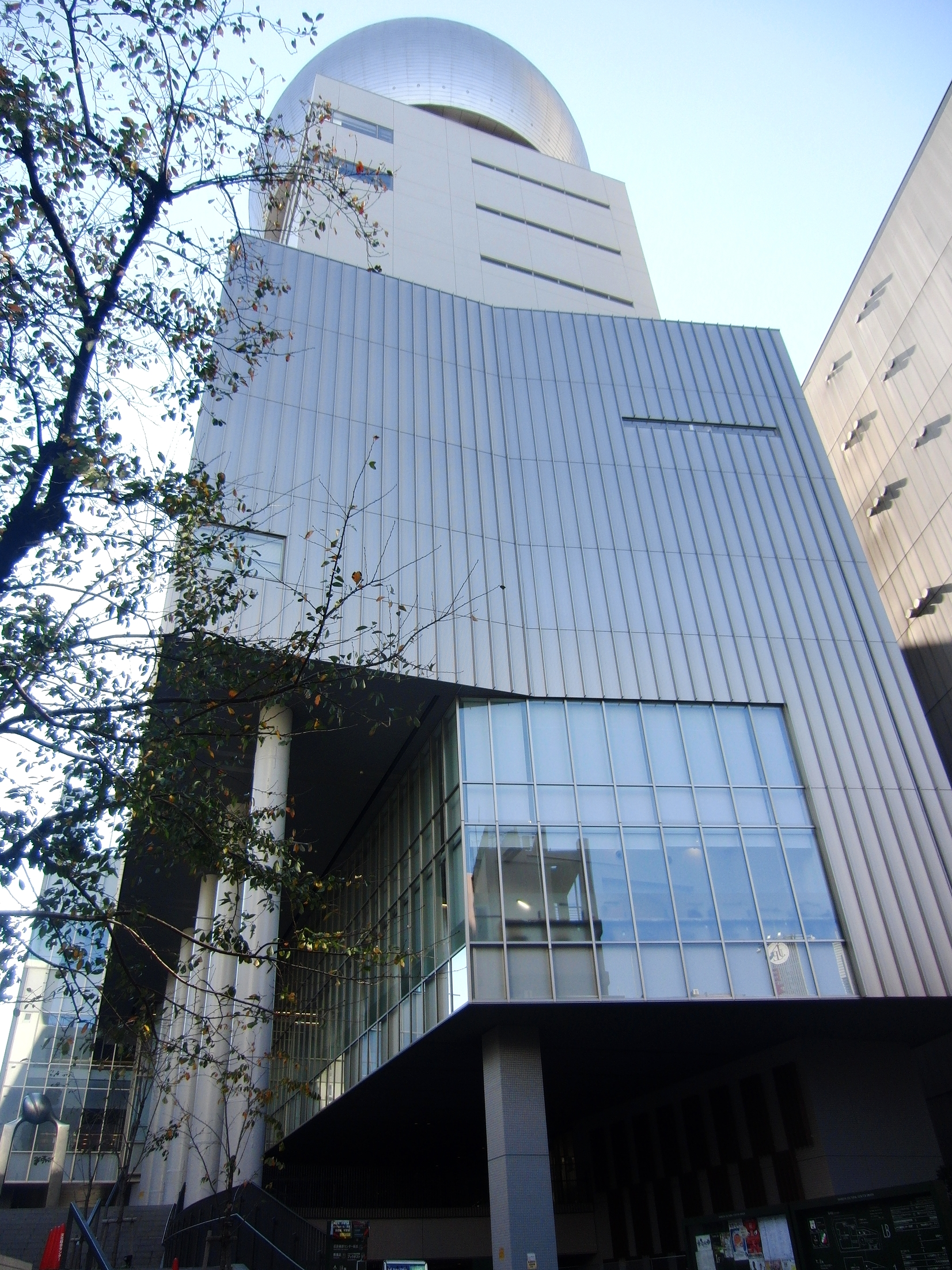
澀谷區文化總合中心大和田
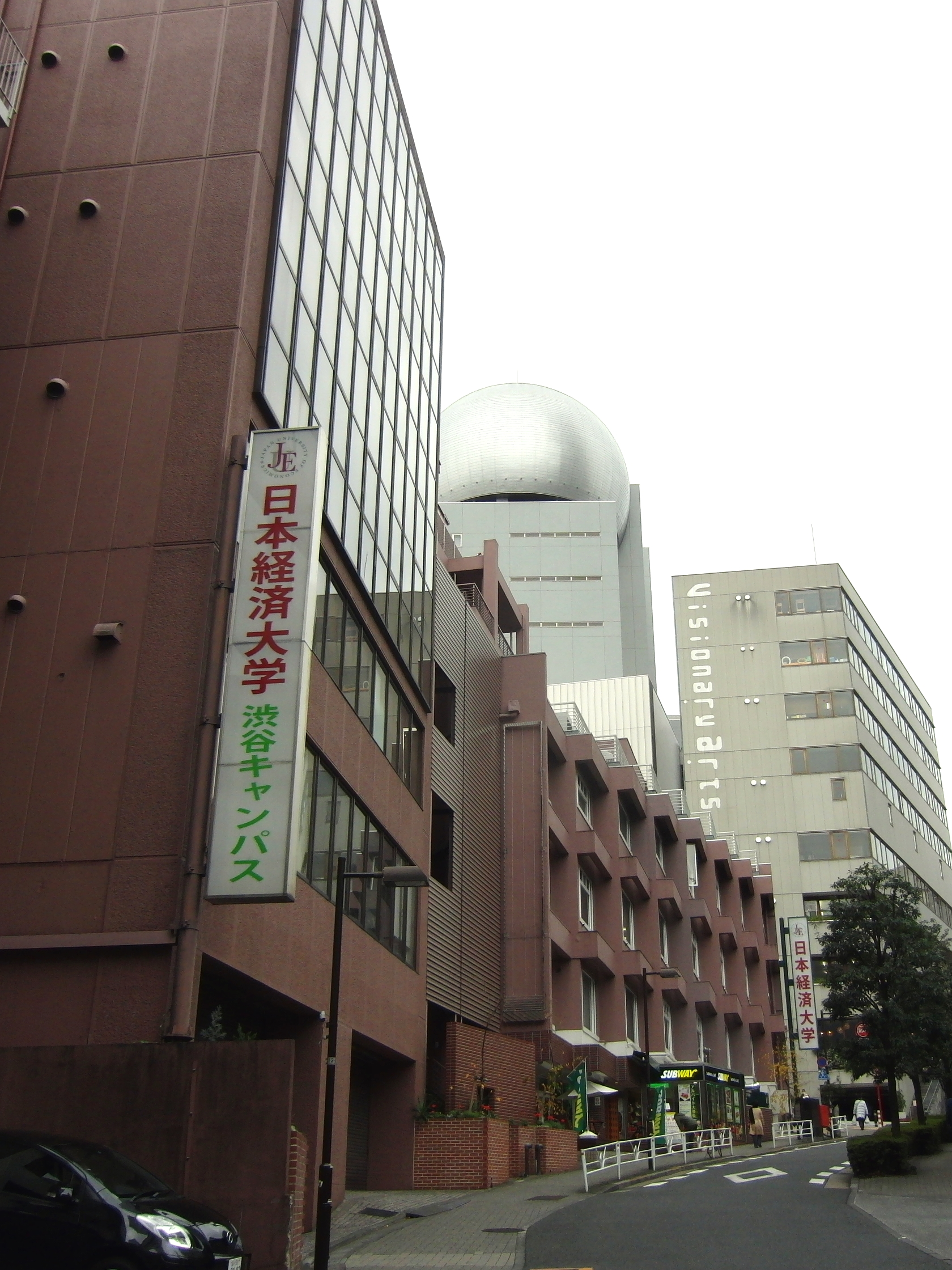
日本經濟大學東京澀谷校區

- Cerulean Tower
- 澀谷Infoss Tower
- 澀谷區文化總合中心大和田
- 日本經濟大學 東京澀谷校區

## 備註
1. ↑  渋谷区／住民基本台帳・外国人登録による人口 的存檔，存档日期2013-10-13.

## 外部連結
- 桜丘net （页面存档备份，存于）